# 1983年電子遊戲界

## 事件
- 第四届街机奖召开，颁奖对象为1981－1982年发行的游戏，《Tron》获得最佳街机奖、《Demon Attack》获得最佳游戏机游戏奖、《David's Midnight Magic》获得最佳电脑游戏奖、《小蜜蜂》获得独立游戏奖。
- 电子游戏业大崩盘开始。电子游戏总销量从32亿跌至1986年的1亿[1]。
- 环球影业对任天堂发起诉讼，称任天堂街机《大金刚》侵犯其金剛的版权。简短的诉讼后，裁决认为金刚的版权属于公有领域。案件没有被进一步审理，环球影业赔偿任天堂1800万美元损失[2]。
- 雅达利诉讼Coleco侵犯雅达利2600游戏机的专利——Coleco在上年发行的外设可让雅达利2600卡带运行于ColecoVision主机[3]。
- 布鲁诺·邦内尔和克里斯多夫·萨佩特在法国里昂建立英宝格娱乐[4]。
- 罗伯特·盖瑞特、理查·蓋瑞特、欧文·K·加里欧特和Chuck Bueche在得克萨斯奥斯汀建立Origin Systems[5]。
- 布莱恩·法格在南加利福尼亚建立Interplay制作[6]。
- Navarre Corporation成立[7]。
- 在铃木裕的监督下，世嘉研发部门Amusement Developing Section 8（后称世嘉-AM2）于东京建立[8]。
- 美国街机收入29亿美元[9]。
- 任天堂称美国家用游戏销售额32亿美元[1]。
- 日本家用游戏销售额近4000亿日元[10]。

## 知名产品

### 游戏
街机
- 3月 － 南梦宫发行《猫捉老鼠》。
- 5月 － 世嘉发行《Astron Belt》，这是日本市场首款镭射影碟电子游戏。游戏以预渲染电脑动画影片做背景，将精灵图形叠加于之上。
- 6月19日 － Cinematronics发行了Advanced Microcomputer Systemu游戏《龙穴历险记》[11]，这是第二款镭射影碟游戏，也是北美市场的首款同类游戏。游戏采用赛璐珞动画镜头，部分采用快速反应事件互动。
- 6月 － Data East发行早期镭射影碟游戏《魔幻大战》[12]。游戏通过在射击关卡间加入动画全动态影像过场发展剧情，这后来成为电子游戏的标准叙事方法[13]。
- 7月14日 － 任天堂发行《马里奥兄弟》，标志着马里奥弟弟路易吉首次登场。
- 7月 － 南梦宫发行《Pac & Pal》。
- 8月 － 世嘉在欧洲发行《Astron Belt》，这是欧洲首款镭射影碟游戏[14]。
- 8月 － 南梦宫在日本发行《Phozon》。
- 10月 － 南梦宫在欧洲发行《几何魔宝》。
- 12月 － 南梦宫发行《顶尖车手II》。
- 12月 － 南梦宫发行《几何魔宝》[15]。
- Bally/Midway发行动作/竞速游戏《间谍猎人》[16]。公司还在无南梦宫授权的情况下，发行《小吃豆人》和《吃豆人教授》，后者几乎立刻成为销售炸弹。
- 雅达利发行《星球大战》，这款矢量图形游戏改编自流行的星球大战系列电影[17]。
- 科乐美在日本发行《太阳系战机》。Centuri在北美销售该游戏[18]。
- 任天堂在日本发行《拳无虚发》。

电脑
- 6月 － 堀井雄二的《港口镇连续杀人事件》在日本PC-6001发行。这这款有影响力的冒险游戏为视觉小说类游戏奠定了基础[19]。
- 8月23日 － Origin Systems发行了理查·蓋瑞特的《创世纪III：出埃及记》。这是最早使用策略回合制战斗的电子角色扮演游戏之一。游戏于Apple II、雅达利7800、Commodore 64、和IBM PC发行[5]。
- ASCII在日本X1发行了《菩故须苛战争》。这是战略角色扮演游戏和即时战略游戏的先驱者[20][21]。
- 光荣在日本电脑发行了《信长之野望》。游戏将角色扮演、回合制大型战略、经营模拟元素结合，确立了历史模拟游戏和战略角色扮演游戏类型[22]。
- 艺电在雅达利400/800和Commodore 64发行Dan Bunten的《M.U.L.E.》，这是有影响力的早期多人战略游戏[23]。
- 艺电在Apple II、雅达利800、Commodore 64和IBM PC发行比尔·巴奇的《Pinball Construction Set》，这是“建筑”游戏的早期先例[24]。
- Bug-Byte在ZX Spectrum发行马太·史密斯的《疯狂矿工》，这是早期有影响力的平台游戏[25]。
- Ultimate Play The Game（后来的Rare）在ZX Spectrum发行了他们最早的电子游戏《Jetpac》和《Atic Atac》[26]。
- Hudson Soft在MSX和FM-7发行了《炸彈人》。
- Psion发行了ZX Spectrum最早的驾驶游戏《Chequered Flag》[27]这也是最早的驾驶模拟游戏之一，亦是最早可选赛车和赛道的驾驶游戏[28]。

游戏机
- 12月12日 － 任天堂在红白机发行《小金剛算數》。
- Froggo Games Corporation在雅达利2600发行《Spiderdroid》。
- 美泰儿电子在Intellivision发行Don Daglow和Eddie Dombrower的《World Series Baseball》，这是最早有多角度镜头的游戏[29]。
- 雅达利发行《E.T.外星人》[30]。

### 硬件
街机
- 5月 － 世嘉镭射影碟硬件发售，这是最早的镭射影碟电子游戏硬件。
- 7月 － 世嘉系统1发售，配有游戏《星级母舰》[31]。其图形芯片后来用于世嘉系统16和世嘉太空哈利主板。
- 12月 － 南梦宫几何魔宝发售，这是南梦宫第二个16位元微处理器街机主板。

游戏机
- 7月15日 － 世嘉在日本发售SG-1000游戏机[32]。
- 7月15日 － 任天堂在日本发行红白机。发行后不久涌现大量系统不稳定的投诉，迫使任天堂召回产品，推出采用新主板的机器。

个人电脑
- 7月16日 － 微软日本发行MSX，这是早期结构标准化的家用电脑。
- 世嘉在日本发行SG-1000游戏机的个人电脑版——SG-3000[32]。
- Coleco发行Coleco Adam家用电脑[33]。
- 美泰尔电子推出Aquarius家用电脑，电脑原由Radofin Electronics设计[34]。
- 艾康電腦发行了Acorn Electron，这款电脑是他们BBC Micro的缩减版，以不到200英镑的价格在市场竞争。因生产问题，只有1/8的产品在圣诞节投付市场。